# بونتيداسيو
بونتيداسيو؛ (لوقورين: بانتاداش أو بانتاداش هي (بلدية) في مقاطعة إمبيريا في المنطقة الإيطالية ليغوريا تقع على بعد حوالي 90 كيلومترًا (56 ميلًا) جنوب غرب جنوة وحوالي 6 كيلومترات (4 أميال) شمال إمبرية. اعتبارًا من  31 ديسمبر 2004، يبلغ عدد سكانها 2159 مساحتها 14.5 كم مربع (5.6 أميال مربعة).